# Lunca de Jos
Lunca de Jos (in ungherese Gyimesközéplok) è un comune della Romania di 5 309 abitanti, ubicato nel distretto di Harghita, nella regione storica della Transilvania.
Il comune è formato dall'unione di 9 villaggi: Barațcoș, Lunca de Jos, Poiana Fagului, Puntea Lupului, Valea Boroș, Valea Capelei, Valea Întunecoasă, Valea lui Antaloc, Valea Rece.
La maggioranza della popolazione (oltre il 98%) è di etnia Székely.